# Il cav. Costante Nicosia demoniaco ovvero: Dracula in Brianza
Il cav. Costante Nicosia demoniaco ovvero: Dracula in Brianza è un film commedia italiano del 1975 diretto da Lucio Fulci e interpretato da Lando Buzzanca e Sylva Koscina.

## Trama
Lombardia, primi anni '70. Costante Nicosia, industrialotto della Brianza di origini siciliane, è molto superstizioso e dirige la sua fabbrica di dentifricio con grande autorità. Recandosi in Romania per affari, conosce sull'aereo il Conte Dragulescu, che lo invita a trascorrere il week-end nel suo castello in Transilvania.
Costante in un primo momento rifiuta ma, costretto da un contrattempo a trattenersi in Romania, decide di far visita al Conte. Durante la cena Costante si ubriaca e, il mattino dopo, si risveglia con il Conte nel suo letto. Sconvolto dalla scoperta, rientra in Italia segretamente convinto di essere diventato gay.
Per puro caso, si trova ad assaggiare del sangue e scopre che la cosa gli piace e lo rinvigorisce. Non capisce il perché e lo attribuisce a una maledizione lanciatagli dalla zia Maria, la quale consiglia a Costante di rivolgersi al mago di Noto. Il truffaldino mago fa credere a Costante di avergli tolto il malocchio ma, una volta rientrato a casa, azzanna la bella moglie che lo caccia di casa. Compreso di non essere né omosessuale né vittima di un malocchio, capisce, finalmente, di essere diventato un vampiro.
In preda alla disperazione, Costante passa da una avventura all'altra cercando di bere, in modo maldestro, del sangue. Una mattina, in fabbrica, una operaia della sua industria, per protesta, si taglia le vene del polso; allo scaturire del sangue a Costante viene un'idea: organizzerà una emoteca autodefinendosi il primo industriale del "compromesso sanguigno".

## Produzione
Subito dopo aver completato le riprese del western I quattro dell'apocalisse, Lucio Fulci iniziò a lavorare a un nuovo film comico sul modello di Frankenstein Junior di Mel Brooks. Il regista scrisse la sceneggiatura insieme a Bruno Corbucci, Mario Amendola e Pupi Avati. Fulci dichiarò che il contributo di Avati era solo di poche pagine, in particolare per quanto concerne il viaggio in Romania, ma non quello al night club. I dialoghi furono invece supervisionati da Enzo Jannacci e Giuseppe Viola per renderli più spontanei.
Il film è stato girato in otto settimane tra marzo e aprile 1975.
Valentina Cortese si rifiutò di doppiare il suo personaggio per via dell'espressione milanese 'và dà via i ciapp'. Venne doppiata da Liù Bosisio. 
In un piccolo ruolo compare una giovanissima Ilona Staller non ancora Cicciolina.

## Distribuzione
Il film è stato distribuito nei cinema italiani dalla Titanus il 31 agosto 1975. Ha incassato complessivamente 940.484.803 lire a livello nazionale. Fulci lo ha definito tra i film preferiti che ha diretto.
La pellicola è stata lanciata nel mercato anglofono coi titoli Young Dracula e Dracula in the Provinces.